# Scott O'Hara
Scott O'Hara (16 de octubre de 1961 – 18 de febrero de 1998) .fue un actor pornográfico, escritor, poeta y editor estadounidense. Alcanzó notoriedad a mediados de la década de 1980 por su participación en películas para adultos gay como Winner Takes All, Below The Belt e In Your Wildest Dreams. O'Hara escribió cuatro libros: SeXplorers: The Guide to Doing It on the Road, Do It Yourself Piston Polishing (for Non-Mechanics), Autopornography: A Memoir of Life in the Lust Lane y Rarely Pure and Never Simple: Selected Essays of Scott O'Hara. También editó y publicó la revista trimestral de sexualidad masculina Steam y la revista cultural Wilde.

## Carrera actoral
O'Hara nació como John Robert Scott el 16 de octubre de 1961 en Grants Pass, Oregón, siendo uno de los siete hijos de Robert Hogue Scott y Martha Jane Scott (de soltera Farwell). Aunque la familia llevaba una vida modesta en su granja, contaban con una herencia, y durante gran parte de su vida O’Hara fue mantenido por un fondo fiduciario. Profesionalmente se hacía llamar "Scott O'Hara" o "Spunk", y usó ese nombre artístico durante toda su vida adulta. En un ensayo titulado A Dick by Any Other Name ("Un pene con cualquier otro nombre"), O’Hara escribió: "Desde pequeño supe que era un changeling. Pasé los siguientes dieciocho años buscando mi verdadero nombre, y desde que lo encontré no he fingido ser otra persona".
O’Hara saltó a la fama a principios de los años 80 cuando ganó un concurso en el que se le otorgó el título de “El hombre con el pene más grande de San Francisco”, distinción que se convirtió en su sello distintivo durante el resto de su carrera pornográfica y profesional. Las fuentes publicadas sobre el tamaño de su pene varían entre 9.5 y 11 pulgadas (24 a 28 cm, aproximadamente). Entre 1983 y 1988, participó en más de veinte películas y videos para adultos con temática gay y bisexual, algunos de los cuales muestran su inusual habilidad para practicarse autofelación.Además de su trabajo en cine para adultos, O’Hara protagonizó la obra Making Porn del dramaturgo Ronnie Larsen, basada en conversaciones que este mantuvo con él. Sobre su experiencia en la industria pornográfica, O’Hara llegó a decir que fue “un placer absoluto desde el primer momento”.

## Carrera de escritor
Tras contraer VIH, O’Hara dejó de recibir ofertas para trabajar en cine pornográfico. En 1991 se trasladó a Cazenovia, Wisconsin, donde inició una nueva etapa como escritor. Junto con el activista por los derechos de las personas con SIDA Darrell Keith Griffith (posteriormente conocido por el sitio cruisingforsex.com),fundó P.D.A. Press, invirtiendo, según se dice, unos 750,000 dólares de su propio dinero en el proyecto,el cual terminó en bancarrota en 1997. Entre 1993 y 1995, O’Hara editó y publicó la revista trimestral Steam, autodenominada “la reseña intelectual del sexo público”, con el objetivo de facilitar el cruising. En su primer número, Steam afirmaba centrarse en el sexo público y semipúblico, y ofrecía un espacio sexopositivo para temas considerados tabú en otras publicaciones, reconociendo que muchas de las prácticas mencionadas eran ilegales en varias partes del mundo, pero aclarando que no promovía actos fuera de la ley. En una edición posterior (Vol. 2, N.º 1), O’Hara declaró que la revista trataba “de sexo – de todo tipo de sexo, pero especialmente del sexo público, desaprobado y excitante”. Los artículos incluían relatos de encuentros sexuales en baños públicos, parques u otros lugares de riesgo, además de consejos sobre sitios para practicar cruising, junto con advertencias sobre su nivel de seguridad.Como escribió un comentarista: “Ambos hombres vivían el sexo como si fuera su última cena... O’Hara creía que la vida —y en especial la vida gay— debía ser algo más que mera supervivencia biológica”.
Al regresar a San Francisco en 1995, publicó cinco números de la efímera revista cultural Wilde y también colaboró con diversas publicaciones. O’Hara escribió los cuatro libros mencionados anteriormente. Como dramaturgo, participó en la creación del musical Ex-Lovers, que tuvo una exitosa temporada en el Theatre Rhinoceros de San Francisco.
Al morir, O’Hara dejó sus archivos personales —un total de 39 cajas con diarios, correspondencia, notas y manuscritos— a la Biblioteca John Hay de la Universidad Brown.Además, los archivos de la GLBT Historical Society en San Francisco conservan una colección de sus vestuarios escénicos y otros objetos personales.La hermana con la que tuvo una relación más cercana fue Claudia (Ann) Scott, activista lesbiana y poeta, quien le dedicó el poema For My Youngest Brother ("Para mi hermano menor").

## Sexualidad
O’Hara se identificaba como gay.Afirmaba estar “obsesionado con todo lo sexual” desde los once años,y relató que su primera experiencia sexual con otro hombre ocurrió a los quince, cuando sedujo —o quizás violó, según sus propias palabras— a un hombre de veintiocho años.Consideraba que la monogamia era “antinatural” y sostenía que “tener la boca llena de penes ha sido una declaración política como ninguna otra”.Solía frecuentar saunas gay y clubes sexuales para hombres, y disfrutaba especialmente del sexo en parques públicos. Antes de infectarse con el VIH, decía tener “un hombre distinto cada noche, o casi”.
O’Hara fue un defensor del sexo sin protección (barebacking), elogiando la sensación de libertad que le otorgaba al liberarse del miedo al riesgo, lo que le valió críticas tanto en vida como después de su muerte.Afirmaba que su infección por VIH —que creía haber contraído en 1981— fue “una bendición incuestionable”,y expresó una profunda admiración por dos personas que, según él, “decidieron conscientemente seroconvertirse” (es decir, infectarse con VIH; véase bugchasing).En 1994 se tatuó “HIV+” en el bíceps, y luego arrancó las mangas de muchas de sus camisas para que el tatuaje fuera visible.Una vez desarrolló SIDA, hablaba del tema “en cada oportunidad posible”.También escribió con detalle sobre su tratamiento contra el linfoma y el dolor físico que soportó.
O’Hara no tuvo ni deseó una relación a largo plazo. Afirmaba haber estado enamorado profundamente en seis ocasiones a lo largo de su vida, cada una durante un mes o más.Según él, “el concepto de ‘Amante’ (o ‘Cónyuge’, o ‘Pareja’, o como se le llame) es, en esencia, intrínsecamente opuesto a lo que mi Filosofía de Vida considera como ideal”.
O’Hara participó en una sola película de temática bisexual, pero no se identificaba como bisexual. Sin embargo, incluyó Switch Hitters 2 entre sus películas favoritas, en parte porque le permitió experimentar por primera vez el sexo con una mujer, algo que siempre había querido probar. Afirmó haber disfrutado la escena y se sentía orgulloso de su apariencia masculina en ese papel, escribiendo: “en todos mis años de dar por culo, jamás había estado dentro de una vagina, y sentía que eso era una seria laguna en mi educación sexual que debía ser resuelta”.
Aunque no era pedófilo ni pederasta, O’Hara expresó su apoyo a NAMBLA, argumentando que sentía afinidad con ellos por ser un grupo estigmatizado, y porque —según escribió— al haber tenido fantasías sexuales con hombres cuando era adolescente, consideraba que esa organización era el único grupo gay dispuesto a reconocer la existencia de ese tipo de deseos recíprocos.

## Muerte
Con su fondo fiduciario agotado, O’Hara pasó sus últimos años en un apartamento sin ventanas en San Francisco,al que apodaba “La Cueva”, rodeado de sus discos, CDs, libros y arte erótico, y dedicando su tiempo a la jardinería.Vivió con VIH durante más de diez años y padeció linfoma no hodgkiniano durante casi cinco. Llamaba a su enfermedad “La huella de la muerte” (The Death Spoor) y falleció el 18 de febrero de 1998, en San Francisco, a los 36 años, debido a complicaciones relacionadas con el SIDA.Donó su colección de más de 500 obras de arte erótico a la Fundación Tom of Finland.

## Filmografía
- Winner Takes All (1982)
- California Blue (1983)
- Ramcharger (1984)
- Slaves for Sale 2 (1984)
- The Joys of Self-Abuse (1985)
- The Other Side Of Aspen 2 (1985)
- Sgt. Swann's Private Files (1985)
- Sighs (1985)
- Advocate Men Live! 1 (1986)
- Below the Belt (1986)
- The Guy Next Door (1986)
- Hung and Horny (1986)
- Oversized Load (1986)
- Sex-Hunt (1986)
- Stick Shift (1986)
- In Your Wildest Dreams (1987)
- Switch Hitters 2 (1987)
- Advocate Men Live! 4 (1988)
- Double Standards (1988)
- Head Over Heels 1 (1988)
- New Recruits (1988)
- The Sex Party (1992)[31]

## Publicaciones
- "How I Got AIDS. Memoirs of a Working Boy", Diseased Pariah News, N°. 3, 1991, pág. 7; N°. 4, 1991, págs. 7–8 (en la foto de la pág. 2); N°. 5, sin fecha, pág. 6; N°. 6, 1992, pág. 14; N°. 7, 1992, pág. 29.
- SeXplorers: The Guide to Doing It on the Road, San Francisco, PDA Press, 1995, ISBN 9780964548015.
- Do It Yourself Piston Polishing (for Non-Mechanics) (Badboy, 1996) ISBN 9781563334894.
- Autopornography: A Memoir of Life in the Lust Lane (New York: Haworth Press, 1997) ISBN 9780789001443.
- "Out on a Lymphoma", Poz, Junio de 1998.
- Rarely Pure and Never Simple: Selected Essays of Scott O'Hara (New York: Haworth Press, 1999), ISBN 9780789005731.
- "Talking with My Mouth Full", en Policing public sex: queer politics and the future of AIDS activism, ed. Ephen Glenn Colter y otros, Boston, South End Press, 1999, ISBN 089608549X, págs. 81–86.